# Aegolius martae
Aegolius martae är en utdöd fågel i familjen ugglor inom ordningen ugglefåglar. Den beskrevs 2008 utifrån fossila lämningar från pleistocen funna på Sicilien.